# Josepa Veciana i Pastoret
Josepa Veciana i Pastoret (Valls, 10 d'agost de 1798 - Tarragona, 6 d'agost de 1843) fou una hisendada catalana.

## Biografia
Josepa Veciana i Pastoret era filla del militar Pere Màrtir Veciana i de Miró i d'Helena Pastoret i Bufalà i tenia dos germans: Pere Pau Veciana i Pastoret, el gran, que arribà a ser el cinquè comandant de les Esquadres, i Benvingut Veciana i Pastoret, que es dedicà també a la carrera militar. Josepa vivia a Valls. El seu pare tenia un caràcter fort i gairebé impossible que tenia consumida tant a la mare com a l'esposa, dona molt rica. A més era avariciós i gasiu encara que a cops podia tenir gestos amigables. Josepa a vegades era convidada amb la seva mare a anar a passar la festa major d'alguna població o a concerts. Durant el viatge, fos on fos, anaven acompanyades de mossos per evitar qualsevol perill. El 1816 Josepa casà amb Francesc de Martí i Móra i el mateix any el seu germà gran, Pere Pau, amb una germana de Francesc de Martí, Felipa. El pare de Francesc i de Felipa era el reconegut químic Antoni de Martí i Franquès, casat amb Isabel Móra i Franquès. Les discussions per pactar aquest doble matrimoni duraren uns dos anys i Antoni Martí aconseguí que Pere Màrtir cedís els béns al fill hereu, reservant-se per ell l'usdefruit, com feu ell mateix. Les dues famílies tenien moltes semblances i es coneixien perfectament. Les dues s'havien enriquit en gran manera durant el segle xviii. S'havien ennoblit en aquest segle, tenien parents comuns i mantenien entre ells una correspondència força notable. Malauradament les cartes escrites per les dones han desaparegut, i se'n conserva alguna per raons del contingut. Però per altres arxius patrimonials de les famílies properes es pot intuir que Josepa, tant de soltera com de casada, s'escrivia sobretot amb parentes o conegudes seves. Els capítols matrimonials es firmaren a Valls el dia 24 d'octubre de 1816 i Pere Màrtir dotà la filla amb 10.000 lliures. Francesc de Martí com a esponsalici aportà 5.000 lliures. Sumats el dot i l'escreix, la família Martí assegurava tot allò rebut i donat sobre els seus propis béns, i prometia retornar tot plegat en cas d'haver-ho de fer. El 1816 se celebraren les noces. Josepa tenia uns divuit anys i ell uns quaranta-dos.
Josepa entrà a formar part d'una notable i riquíssima família, ja que poc després de la mort del pare, ocorreguda el 1832, Francesc de Martí manà fer un llibre major per controlar tot allò que li pertanyia en béns immobles o en censals. El resultat és que tenia el patrimoni repartit entre 21 poblacions, la majoria del Camp de Tarragona. Altra documentació parla d'empreses, bàsicament de teixits, de préstecs de diners i de creació de companyies exportadores i importadores amb Amèrica. La parella tingueren diversos fills però solament dos sobrevisqueren als pares: Isabel i Gaietà de Martí i Veciana. Vivien principalment a Tarragona i feien freqüents anades a Altafulla.
Josepa morí poc després de fer testament, a l'estiu de 1843. Dona pietosa, volgué ser enterrada al cementiri de Tarragona, a terra, dins una caixa pintada de negre, sense cap mena de tela que cobrís el taüt. L'enterrament havia de ser de categoria mitjana, amb quinze capellans i 6 atxes, sense ploraneres. El que el seu hereu s'estalviava fent aquest enterrament “de pobre” s'havia de donar a la bacina dels pobres vergonyants. Deixava a la seva filla 2.000 lliures en concepte de drets materns i algunes altres petites quantitats a parents joves. Nomenava hereu al seu marit o el fill si Francesc era ja mort. Tenia uns 45 anys. En els quatre metres lineals de documentació en paper que conformen part de l'arxiu patrimonial del Martí, és difícil trobar informació sobre ella.